# 八坂町 (高松市)
八坂町（やさかまち）は、香川県高松市中心部の町丁。郵便番号は760-0049。住居表示に関する法律に基づく住居表示は実施されていない。

## 地理
高松市役所より0.7km、高松市中心部の都心に位置し、東は県道160号高松港栗林公園線、南は市道八坂町塩上線、西は市道片原町多賀町線、北は市道亀井町2号線によって区切られている。町内にはことでん志度線瓦町駅が位置し、町の南部はその鉄道敷で占められている。町内は瓦町駅の駅裏にあたる地域で、飲食店や事務所、戸建ての民家やマンション、倉庫などが混在する閑静な地域である。町内に位置するこの瓦町駅は志度線の4番・5番のりばのみの駅舎であり、他の琴平線・長尾線の駅舎は八坂町の駅舎から地上2階の連絡通路で結ばれた隣の常磐町（当町に接する部分は瓦町）に位置する琴電瓦町ビルの中に所在している。
2010年国勢調査による人口は88人（男37人/女51人）、世帯数は51世帯、面積は1万4385.69m2、人口密度は6117.2人/km2。公立小学校・中学校の校区は全域が高松第一小学校・中学校（小中一貫）に属している。
町内における都市計画法に基づく用途地域は、全域が容積率400%の商業地域である。

## 歴史
町名の由来は、隣接する塩上町にある八坂神社の眼前にある町という意。
もともとこの地は隣接こそしているものの高松城城下町の外であり、香川郡東浜村の一部であった。1890年（明治23年）2月15日の高松市成立に伴い、この地は東浜村から分離され同市の市域の一部となったが、もともと城下町の外であったため城下町由来の町名が存在せず、長屋があったという理由から「十番長屋」という通称地名で呼ばれていた。
1912年（明治45年）4月30日には高松電気軌道（現・ことでん長尾線）が開通し、その起点駅として現・瓦町駅志度線のりば付近に出晴駅が開業した。その後、1913年 (大正2年) 10月15日には東讃電気軌道（現・ことでん志度線）が今橋駅から順延され、同じく起点駅として現在の長尾線より北側のことでん瓦町変電所付近に出晴駅が開業した。
1914年（大正3年）にそれまで通称地名しかなかったこの地に「八坂町」の町名が設定され、高松市の町丁の一部となった。その後、志度線はさらに順延され1915年（大正4年）4月22日には公園前、1917年（大正6年）5月20日にはその先に志度線直通の市内線が開通し、高松駅前まで到達した。1945年（昭和20年）7月4日未明にはアメリカ軍による無差別絨毯爆撃「高松空襲」を受け、焼失率100%で町内全てが灰燼に帰した。この影響で同月30日に出晴駅は廃止され、現・瓦町駅に統合されている。
空襲で壊滅的な被害を受けた高松市中心部では大部分で土地区画整理事業（戦災復興土地区画整理事業）が施行され、八坂町でもことでん琴平線の鉄道敷以西（現・瓦町）が第一工区一次、それ以東が第一工区二次として区画整理の対象となり、町内の多くの街路が拡張された。この区画整理事業の完工となる換地処分公告は第一工区一次が1958年（昭和33年）7月10日、第一工区二次が1964年（昭和39年）1月25日である。
その区画整理の換地処分公告の翌日に地番整理が施行されたことにより、1964年（昭和39年）1月26日に一部が瓦町一丁目〜二丁目及び塩上町一丁目〜三丁目へ編入され、同時に塩上町の一部を編入した。

## 主要施設
掲載順は地番の順序による
- 松岡書店
- ことでん志度線瓦町駅
- 高松琴平電気鉄道瓦町変電所・ことでんサービス本社